# Salah Issaad
 (juillet 2020).
Salah Issaad (en arabe صلاح إسعاد) est un réalisateur producteur et scénariste algérien. Né à Batna le 23 décembre 1989 d’une mère algérienne et d’un père Tunisien, issu d’une famille d’éditeurs depuis plus de quatre décennies, Salah Issaad a toujours baigné dans la littérature, les histoires et l’art de la langue. 

## Formation
Après avoir obtenu un bac en lettres, il s’oriente vers le droit. Plus tard, il se tourne vers une licence ce cinéma à Paris VIII où il apprend l’aspect théorique de l’art cinématographique. Il va alors faire des études à l'Arfis pour acquérir un bagage techniques cinématographiques afin de se perfectionner. En 2018, il obtient un diplôme de réalisateur metteur en scène à la Factory film School, à Villeurbanne. 
En parallèle de ses études, il réalise plusieurs courts métrages dont certains pour le Nikon Film Festival comme Je suis inespérée et Je suis Cendrillon de Damas sélectionné parmi les 50 finalistes. Il réalise à la fin de ses études le court métrage Zizou sur Mars et continue de réaliser ou de superviser en tant que chef opérateur des clips, des courts métrages. Et se décide en 2019 à réaliser son premier long métrage franco algérien.

## Filmographie
- 2016 : Je suis L’inespéré
- 2017 : Dîner sous Les étoiles
- 2017 : Je suis Cendrillon De Dames
- 2019 : Zizou Sur Mars
- 2020 : Je suis Cyrano, co-réalisé avec Reda Seddiki
- 2021 : Soula